# Dominik Mayrobnig
Dominik Mayrobnig (* 19. Juli 1997 in Klagenfurt) ist ein österreichischer Floorballspieler. Aktuell spielt er für den KAC Floorball.

## Karriere

### Vereinskarriere
Das Floorballspielen begann Mayrobnig 2010 im Alter von 13 Jahren. Zuvor spielte er bereits ein Jahr eher hobbymäßig für den SV Lerchenfeld.
So debütierte er 2012 mit 15 Jahren als Flügelspieler und erzielte in seinem ersten Spiel ein Tor. Mittlerweile gilt er aber auch als Spielmacher, daher wurde er bereits des Öfteren als Center eingesetzt.
Sein Cousin Lukas Kerschbaumer spielt ebenfalls beim KAC Floorball.

### Nationalteam
2014 gab er sein Debüt für das österreichische U19-Nationalteam bei der U19-WM-Qualifikation in Madrid. Auch hier erzielte er bei seinem ersten Spiel seinen Premierentreffer gegen die Niederlande, und zwar exakt nach 1:21 Minuten.